# Kelly Vollebregt
Johanna (Kelly) Vollebregt (Delft, 1 januari 1995) is een Nederlandse handbalster die uitkomt in de Duitse Handbal-Bundesliga voor Borussia Dortmund. Vanaf het seizoen 2021/2022 zal Vollebregt gaan spelen voor het Deense Odense Håndbold, waar ze een 3-jarig contract heeft getekend.

## Individuele prijzen
- All-Star Team rechterhoek van het Europees kampioenschap onder 19: 2013
- Talent van het jaar van het Nederlands Handbal Verbond: 2012/13